# 飯田岡站
飯田岡站（日语：／ Iidaoka eki */?）是位於神奈川縣小田原市飯田岡545番地，伊豆箱根鐵道的大雄山線車站。車站編號為ID06。

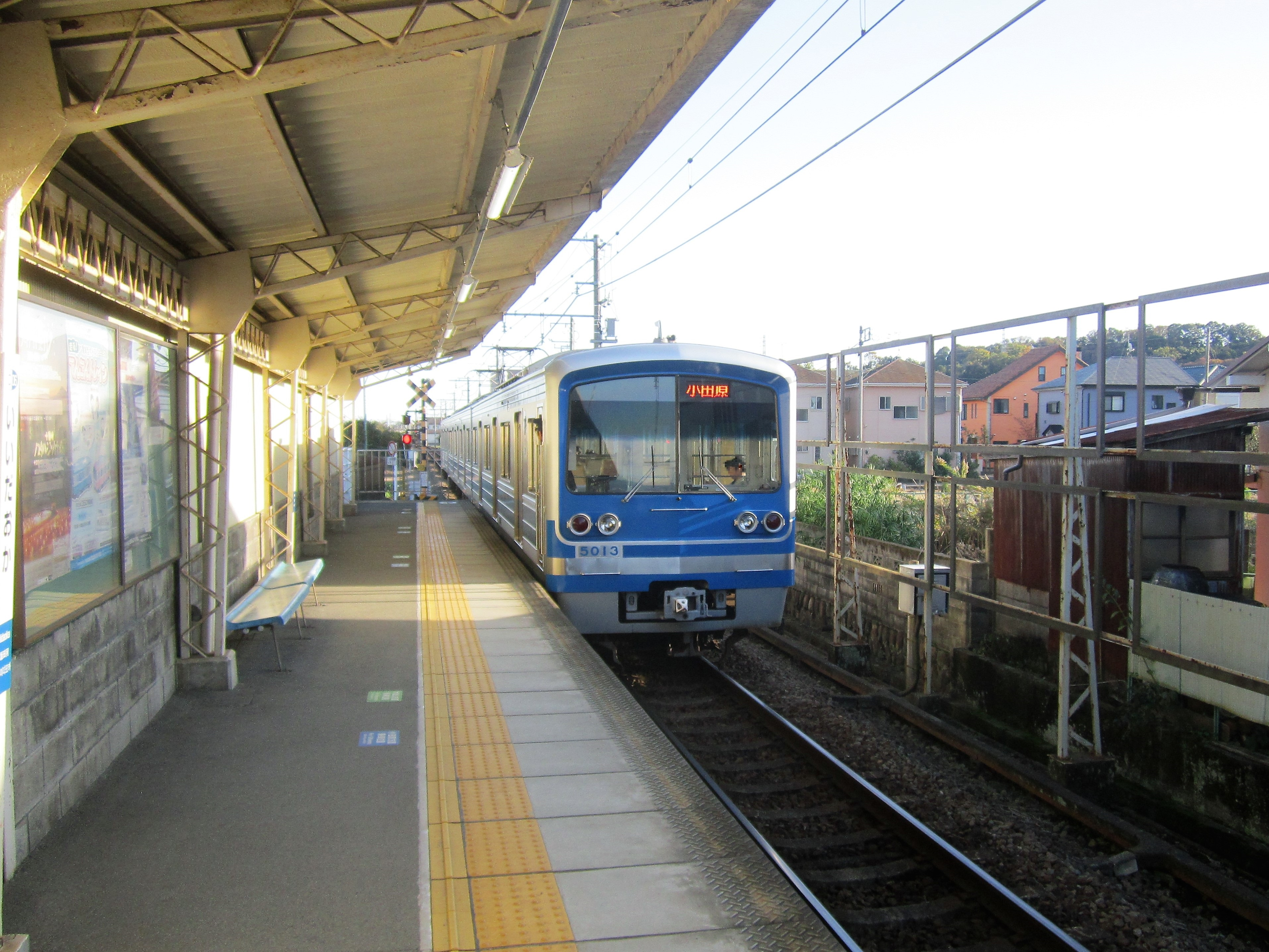
月台（2019年11月）

## 歷史
- 1926年（大正15年）5月19日 - 向鐵道大臣提出新設飯田岡停車場[1]。正確的啟用日期不詳[2]。

## 車站構造
此站是地面車站，設有1面1線的單式月台。月台位於路軌北邊。車站北邊設有車站大樓和廁所，當中車站大樓位於靠近相模沼田一方，廁所位於靠近穴部一方。
此站是無人車站，早上和黃昏設有車站職員當值。車站大樓內設有自動售票機、車票發行機和IC卡簡易閘機。

## 使用狀況
以下為各年度1日平均乘車人次變化。
| 乘車人次變化       | 乘車人次變化     | 乘車人次變化 |
| 年度               | 1日平均 乘車人次 | 參考資料     |
| ------------------ | ---------------- | ------------ |
| 1998年（平成10年） | 992              | [ 4 ]        |
| 1999年（平成11年） | 966              | [ 5 ]        |
| 2000年（平成12年） | 950              | [ 6 ]        |
| 2001年（平成13年） | 934              | [ 6 ]        |
| 2002年（平成14年） | 906              | [ 7 ]        |
| 2003年（平成15年） | 922              | [ 8 ]        |
| 2004年（平成16年） | 906              | [ 9 ]        |
| 2005年（平成17年） | 902              | [ 10 ]       |
| 2006年（平成18年） | 908              | [ 11 ]       |
| 2007年（平成19年） | 923              | [ 12 ]       |
| 2008年（平成20年） | 919              | [ 13 ]       |
| 2009年（平成21年） | 899              | [ 14 ]       |
| 2010年（平成22年） | 897              | [ 15 ]       |
| 2011年（平成23年） | 880              | [ 16 ]       |
| 2012年（平成24年） | 896              | [ 17 ]       |
| 2013年（平成25年） | 925              | [ 18 ]       |
| 2014年（平成26年） | 898              | [ 19 ]       |
| 2015年（平成27年） | 896              | [ 20 ]       |
| 2016年（平成28年） | 925              | [ 21 ]       |
| 2017年（平成29年） | 908              | [ 22 ]       |
| 2018年（平成30年） | 913              | [ 23 ]       |

## 車站周邊
車站東邊設有狩川，站前設有飯田岡橋越過該河川。在狩川對面岸設有許多設施。
- 小田原市立富水小學
- 小田原市立泉中學
- 小田原飯田岡郵局
- 飯田神社
- 福田寺
- 富良谷超級市場飯田岡店

車站西邊設有縣道74號和「飯田岡」巴士站。
- 小田原庭園
- 小田原市環境事業中心
- 縣立小田霍諏訪之原公園

這些設施位於車站西南一個較高的地段，需要經過斜坡才能到達。

## 巴士路線
車站西邊的縣道74號上設有「飯田岡」巴士站，停靠的巴士路線如下：
- 箱根登山巴士
  - 關本（經富士菲林） ※平日3班
  - 小田原站東出口 ※只於平日服務

## 相鄰車站
伊豆箱根鐵道
■大雄山線
穴部（ID05）－飯田岡（ID06）－相模沼田（ID07）

## 注腳
1. ↑  「南足柄市史4 資料編 近代」南足柄市編集（1991年3月31日発行）p.527
2. ↑  「小田原市史 別編 年表」小田原市編集（2003年3月20日発行）p.296 中，只記載了車站啟用月份為5月，沒有記載日子。
3. ↑  小田原市統計書 （页面存档备份，存于）（日語）
4. ↑  神奈川縣縣勢要覧（平成12年度）227頁（日語）
5. ↑  神奈川縣縣勢要覧（平成13年度）229頁PDF（日語）
6. 1 2  神奈川縣縣勢要覧（平成14年度）227頁PDF（日語）
7. ↑  神奈川縣縣勢要覧（平成15年度）PDF（日語）
8. ↑  神奈川縣縣勢要覧（平成16年度）229頁PDF（日語）
9. ↑  神奈川縣縣勢要覧（平成17年度）PDF（日語）
10. ↑  神奈川縣縣勢要覧（平成18年度）231頁PDF（日語）
11. ↑  神奈川縣縣勢要覧（平成19年度）PDF（日語）
12. ↑  神奈川縣縣勢要覧（平成20年度）245頁PDF（日語）
13. ↑  神奈川縣縣勢要覧（平成21年度）PDF（日語）
14. ↑  神奈川縣縣勢要覧（平成22年度）PDF（日語）
15. ↑  神奈川縣縣勢要覧（平成23年度）PDF（日語）
16. ↑  神奈川縣縣勢要覧（平成24年度）PDF（日語）
17. ↑  神奈川縣縣勢要覧（平成25年度）PDF（日語）
18. ↑  神奈川縣縣勢要覧（平成26年度）PDF（日語）
19. ↑  神奈川縣縣勢要覧（平成27年度）PDF（日語）
20. ↑  神奈川縣縣勢要覧（平成28年度）PDF（日語）
21. ↑  神奈川縣縣勢要覧（平成29年度）PDF（日語）
22. ↑  神奈川縣縣勢要覧（平成30年度）PDF（日語）
23. ↑  神奈川縣縣勢要覧（令和元年度）PDF（日語）

## 外部連結
- 伊豆箱根鐵道　飯田岡站 （页面存档备份，存于）（日語）